# Amolops
Genre
Synonymes
- Amo Dubois, 1992

Amolops est un genre d'amphibiens de la famille des Ranidae.

## Répartition
Les 50 espèces de ce genre se rencontrent dans le nord de l'Asie du Sud, en République populaire de Chine et en Asie du Sud-Est continentale.

## Liste des espèces
Selon Amphibian Species of the World (13 février 2016) :
- Amolops afghanus (Günther, 1858)
- Amolops akhaorum Stuart, Bain, Phimmachak & Spence, 2010
- Amolops aniqiaoensis Dong, Rao & Lü, 2005
- Amolops archotaphus (Inger & Chan-ard, 1997)
- Amolops assamensis Sengupta, Hussain, Choudhury, Gogoi, Ahmed & Choudhury, 2008
- Amolops bellulus Liu, Yang, Ferraris & Matsui, 2000
- Amolops caelumnoctis Rao & Wilkinson, 2007
- Amolops chakrataensis Ray, 1992
- Amolops chayuensis Sun, Luo, Sun & Zhang, 2013
- Amolops chunganensis (Pope, 1929)
- Amolops compotrix (Bain, Stuart & Orlov, 2006)
- Amolops cremnobatus Inger & Kottelat, 1998
- Amolops cucae (Bain, Stuart & Orlov, 2006)
- Amolops daiyunensis (Liu & Hu, 1975)
- Amolops daorum (Bain, Lathrop, Murphy, Orlov & Ho, 2003)
- Amolops formosus (Günther, 1876)
- Amolops gerbillus (Annandale, 1912)
- Amolops granulosus (Liu & Hu, 1961)
- Amolops hainanensis (Boulenger, 1900)
- Amolops himalayanus (Boulenger, 1888)
- Amolops hongkongensis (Pope & Romer, 1951)
- Amolops indoburmanensis Dever, Fuiten, Konu & Wilkinson, 2012
- Amolops iriodes (Bain & Nguyen, 2004)
- Amolops jaunsari Ray, 1992
- Amolops jinjiangensis Su, Yang & Li, 1986
- Amolops kangtingensis (Liu, 1950)
- Amolops kaulbacki (Smith, 1940)
- Amolops kohimaensis Biju, Mahony & Kamei, 2010
- Amolops larutensis (Boulenger, 1899)
- Amolops liangshanensis (Wu & Zhao, 1984)
- Amolops lifanensis (Liu, 1945)
- Amolops loloensis (Liu, 1950)
- Amolops longimanus (Andersson, 1939)
- Amolops mantzorum (David, 1872)
- Amolops marmoratus (Blyth, 1855)
- Amolops medogensis Li & Rao, 2005
- Amolops mengyangensis Wu & Tian, 1995
- Amolops minutus Orlov & Ho, 2007
- Amolops monticola (Anderson, 1871)
- Amolops nidorbellus Biju, Mahony & Kamei, 2010
- Amolops nyingchiensis Jiang, Wang, Xie, Jiang & Che, 2016
- Amolops panhai Matsui & Nabhitabhata, 2006
- Amolops ricketti (Boulenger, 1899)
- Amolops spinapectoralis Inger, Orlov & Darevsky, 1999
- Amolops splendissimus Orlov & Ho, 2007
- Amolops torrentis (Smith, 1923)
- Amolops tuberodepressus Liu & Yang, 2000
- Amolops viridimaculatus (Jiang, 1983)
- Amolops vitreus (Bain, Stuart & Orlov, 2006)
- Amolops wuyiensis (Liu & Hu, 1975)

## Publication originale
- Cope, 1865 : Sketch of the primary groups of Batrachia s. Salientia. Natural History Review, New Series, vol. 5, p. 97-120 (texte intégral).